# Неручев, Михаил Васильевич
Михаил Васильевич Неручев (1835—1922) — русский агроном и публицист.

## Биография
Отец, Василий Михайлович, — купец третьей гильдии, содержал в городе Дмитровске постоялый двор. Все четверо его сыновей — Михаил, Василий, Илья и Иван — получили сельскохозяйственное образование, а дочери — Таисия и Евдокия — стали жёнами известных агрономов А. А. Измаильского и М. Е. Филипченко.
После окончания в 1860 году Горы-Горецкого земледельческого института работал в Москве: управлял некоторое время фермой при Петровской земледельческой академии, затем хутором Московского общества сельского хозяйства и в то же время редактировал, вместе с профессором И. А. Стебутом, журнал общества; затем заведовал херсонским сельскохозяйственным училищем. Работал также в Бессарабской и Таврической губерниях; состоял секретарём бессарабского статистического комитета.
Писал М. В. Неручев очень много, все его статьи помещались в периодических изданиях, преимущественно сельскохозяйственных. Из переводных трудов Неручева широко известно сочинение профессора Кюна «О кормлении крупного рогатого скота».
М. В. Неручев — один из организаторов научно-исследовательских работ на юге России. Лично спонсировал экспедицию В. В. Докучаева в Бессарабскую губернию в июне 1898 года.
Главным в развитии виноградарства Неручев считал выбор сортов, соответствующих местным условиям, а в виноделии — погребное хозяйство. Для борьбы с филлоксерой он предлагал использовать в качестве подвоев филлоксероустойчивые американские сорта винограда.

## Сочинения
- Русское землевладение и земледелие. — Москва: в Унив. тип. (М. Катков), 1877;
- В интересах бессарабского виноделия // Русский винодел. — 1887. — № 11—12;
- Обзор деятельности земств в области виноградарства и виноделия // Виноградарство и виноделие. — 1907. — № 4—5;
- Организация инструкторской части по виноградарству и виноделию, с точки зрения интересов Таврической губернии // Виноградарство и виноделие. — 1907. — № 8.